# Ravnsborg Kommune
| Strukturdaten       | Strukturdaten   |
| ------------------- | --------------- |
| Sitz der Verwaltung | Horslunde       |
| Fläche              | 197,59 km²      |
| Einwohner           | 5.472 (2006)    |
| Kommune seit 2007   | Lolland Kommune |

Ravnsborg Kommune war bis Dezember 2006 eine dänische Kommune im damaligen Storstrøms Amt. Seit Januar 2007 wurde sie mit den Gemeinden Holeby, Højreby, Maribo, Rødby, Rudbjerg und Nakskov zur Lolland Kommune zusammengeschlossen. Der Sitz der Verwaltung war in Horslunde auf der Insel Lolland. Daneben umfasste die Kommune auch die Inseln Fejø und Femø.